# Václav Chalupa
Václav Chalupa (* 7. Dezember 1967 in Jindřichův Hradec) ist ein ehemaliger tschechischer Ruderer, der sechsmal an Olympischen Spielen teilnahm und dreimal das Finale erreichte.

## Karriere
Sein Vater Václav Chalupa senior war 1960 und 1964 als Ruderer bei den Olympischen Spielen am Start gewesen. Chalupa junior wurde zuerst von seinem Vater und von 1989 bis 2004 vom zweifachen olympischen Medaillengewinner Zdeněk Pecka trainiert. Bei seiner ersten Olympiateilnahme 1988 in Seoul startete Chalupa im Doppelvierer und belegte den elften Platz. 1990 begann Chalupas Karriere im Einer mit einem Sieg beim Weltcup in San Diego. Bei den Ruder-Weltmeisterschaften 1990 erhielt Chalupa die Silbermedaille hinter dem damals noch für die Sowjetunion antretenden Esten Jüri Jaanson. 1991 folgten zwei Weltcupsiege auf dem Lago Piediluco und in Luzern, bei den Weltmeisterschaften in Wien siegte der deutsche Thomas Lange vor Chalupa. Auch ein Jahr später bei den Olympischen Spielen 1992 kam Lange vor Chalupa ins Ziel.
Ab 1993 trat Chalupa nicht mehr für die Tschechoslowakei, sondern für Tschechien an. Er gewann gleich drei Weltcupregatten, Duisburg, Tampere und Luzern, bei den Weltmeisterschaften belegte er den zweiten Platz hinter dem Kanadier Derek Porter. Nach vier Silbermedaillen in Folge beim jeweiligen Saisonhöhepunkt verfehlte Chalupa 1994 erstmals die Medaillenränge bei den Weltmeisterschaften und belegte den fünften Platz. 1995 gewann der Slowene Iztok Čop vor Jüri Jaanson, Chalupa erhielt seine erste Bronzemedaille. 1996 verpasste Chalupa die gesamte Weltcupsaison, bei den Olympischen Spielen belegte er den fünften Platz.
Nach einem fünften Platz bei den Ruder-Weltmeisterschaften 1997 erhielt Chalupa 1998 wieder die Bronzemedaille, vor ihm lagen der Neuseeländer Rob Waddell und Xeno Müller aus der Schweiz; 1999 folgte ein vierter Platz. 2000 in München siegte Chalupa nach sechs Jahren wieder bei einer Weltcupregatta. Bei den Olympischen Spielen in Sydney verpasste er den Finaleinzug und trat zum B-Finale nicht an. Dass Chalupa auch weiterhin zur Weltklasse gehörte, bewies er mit dem Gewinn von Weltmeisterschaftsbronze 2001 hinter dem Norweger Olaf Tufte und Iztok Čop. 2002 und 2003 verpasste er als Vierter jeweils nur knapp die Medaillenplätze. 2004 gewann Chalupa letztmals ein Weltcuprennen im Einer, denn nach dem fünften Platz bei den Olympischen Spielen in Athen löste ihn Ondřej Synek im Einer ab. 
2005 und 2006 saß Chalupa im tschechischen Doppelvierer und erreichte auch jeweils das Weltmeisterschaftsfinale. 2007 ruderte er im Doppelzweier und nach einem enttäuschenden 16. Platz bei den Weltmeisterschaften in München startete er bei den Europameisterschaften im Achter und gewann hier seinen einzigen internationalen Titel. Auch 2008 trat Chalupa als Riemenruderer auf, mit Jakub Makovička belegte er im Zweier ohne Steuermann den achten Platz bei den Olympischen Spielen in Peking. Auch in seiner letzten Regattasaison 2009 startete Chalupa mit Makovička im Zweier ohne, bei den Weltmeisterschaften in Posen belegten sie den zehnten Platz; zusammen mit Steuermann Oldřich Hejdušek traten sie auch in der nichtolympischen Bootsklasse Zweier mit Steuermann an und gewannen die Silbermedaille hinter dem Zweier aus den Vereinigten Staaten.
2012 erhielt Chalupa vom Ruderweltverband FISA die Thomas-Keller-Medaille.